# Spoorlijn Segré - Angers-Saint-Serge
De spoorlijn Segré - Angers-Saint-Serge was een Franse spoorlijn van Segré naar Angers. De lijn was 37,0 km lang en heeft als lijnnummer 518 000.

## Geschiedenis
De lijn werd geopend door de Compagnie des chemins de fer de l'Ouest op 23 december 1878. Op 1 februari 1940 werd het personenvervoer opgeheven. Goederenvervoer tussen Segré en Montreuil-Belfroi werd opgeheven op 1 juli 1951 en tussen Montreuil-Belfroi en Angers-Saint-Serge in 2008.
Bij de aanleg van de A11 werd rond 1980 een deel van de lijn in Angers opgebroken. Om dit te ondervangen werd het raccordement van Montreuil-Belfroi gebouwd waardoor er een rechtstreekse verbinding met Écouflant kwam zonder eerst te hoeven kopmaken in station Angers-Saint-Serge.

## Aansluitingen
In de volgende plaatsen is of was er een aansluiting op de volgende spoorlijnen:
Segré
RFN 460 000, spoorlijn tussen Sablé en Montoir-de-Bretagne
RFN 457 000, spoorlijn tussen Segré en Nantes-État
Angers-Saint-Serge
RFN 512 300, raccordement van Écouflant
RFN 518 325, raccordement van Montreuil-Belfroi